# Hadeland
Hadeland är ett landskap norr om Oslo i den sydvästra delen av Oppland. Det ligger öster om den långsmala insjön Randsfjorden. Till Hadeland hör kommunerna Lunner, Gran och Jevnaker. Folket på Hadeland kallas hadelänningar (no. hadelendinger).

## Historia

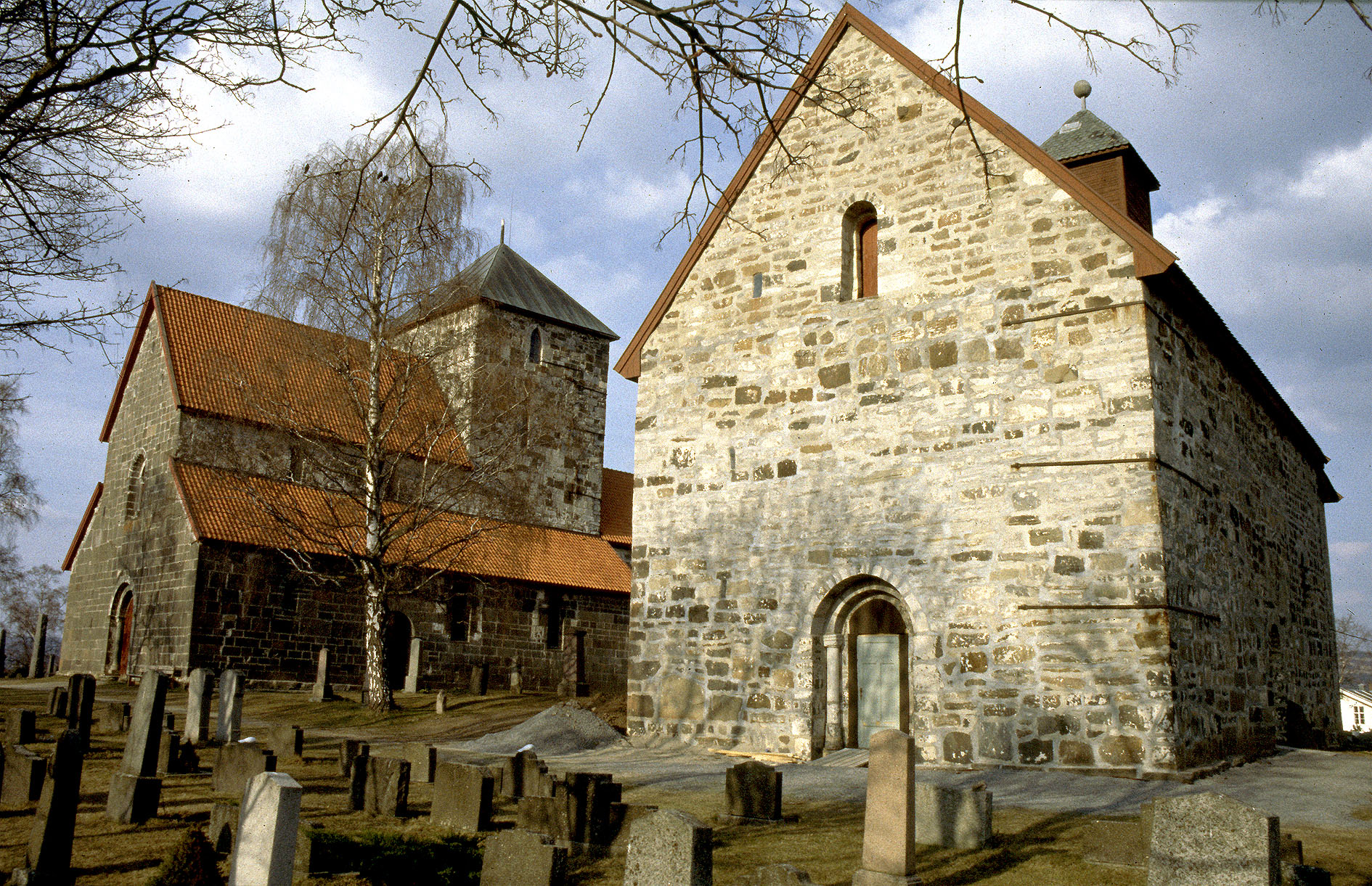
Søsterkirkene ("Systerkyrkorna") på Granavollen: Nikolaikirken och Mariakirken

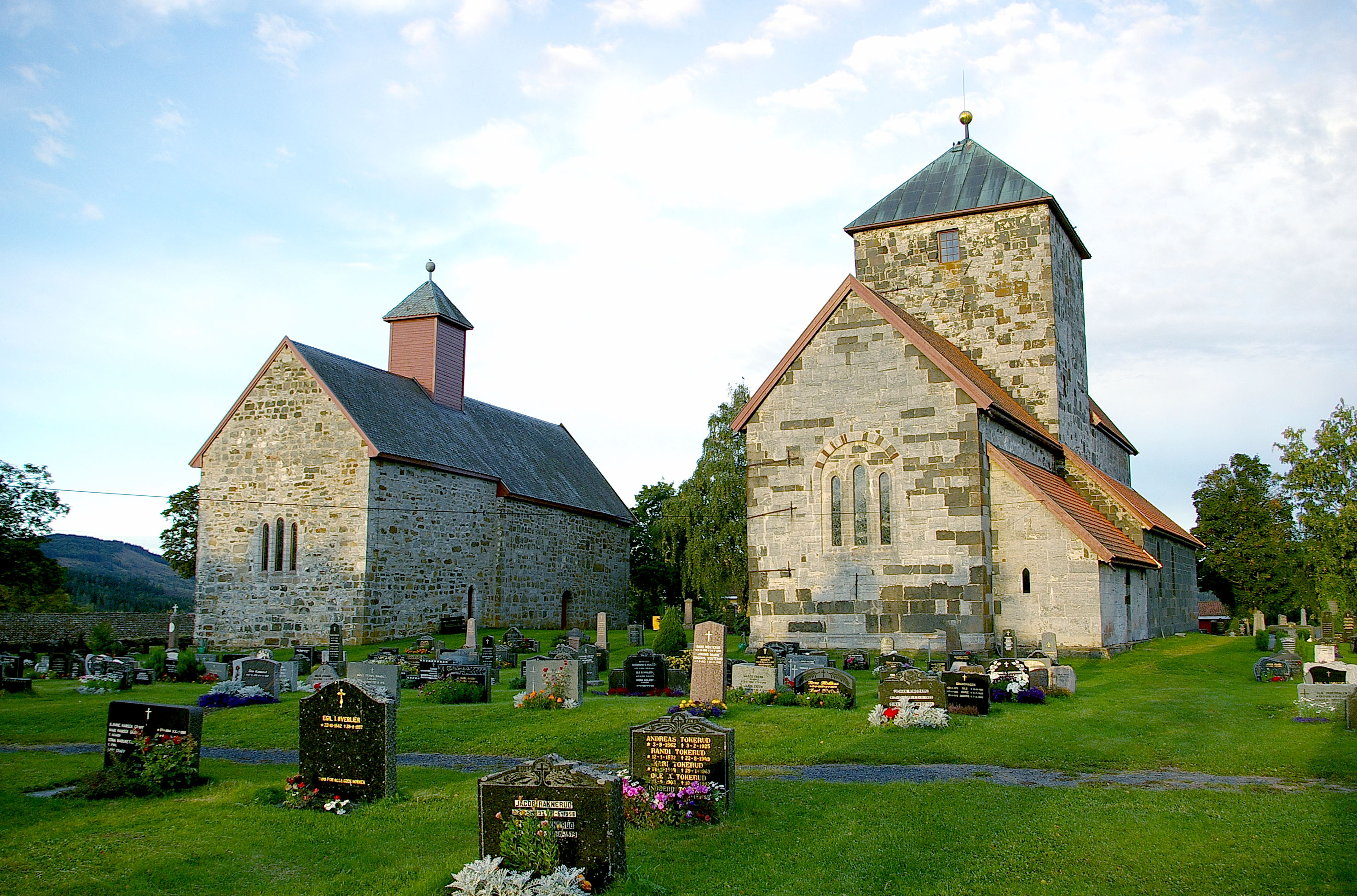
Søsterkirkene på Granavollen

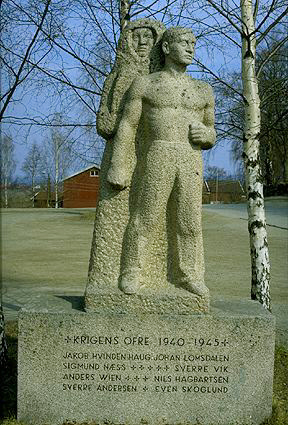
Minnesmärke på Granavollen över stupade norrmän i april 1940.

Namnet Hadeland finns redan omtalat i de äldre bevarade handskrifterna om Norge. I Snorre Sturlassons Heimskringla möter vi Hadeland i Halvdan Svartes saga. Halvdan, som levde vid mitten av 800-talet, lade bland annat Hadeland under sig. Halvdan Svarte omkom då han efter ett besök på Hadeland med släde gick igenom isen på Randsfjorden. Enligt Snorre delades hans kropp och höglades på fyra olika platser. En av dessa högar ska vara Halvdanshögen vid Hadelands Folkemuseum.
Harald Hårfager, son till Halvdan Svarte, växte upp på Hadeland. Genom ständiga krig utökade han sitt rike och lade snart hela Norge under sitt regentskap. Harald hårfager dog ca 933.
En av kungens söner, Ragnvald rettilbene, fick av sin far Hadeland som kungadöme. Han var emellertid en sejdman och utövade trolldomskonst. Harald hårfager ska då ha sänt en annan av sina söner, Erik blodyx, till Hadeland. Här brände Erik inne sin bror tillsammans med en stor mängd andra sejdmän vilka var samlade till gille.
I början av 1000-talet blev kristendomen etablerad på allvar i Hadeland. På gården Dynna i Grans kommun stod bild- och runstenen "Dynnastenen". I dag finns den på museum i Oslo. Stenen dateras till 1025-1050. Förutom en runinskrift finns på denna nästan 3 meter höga sten i röd Ringerikesandsten även figur- och ornamentristningar. Texten lyder:
”Gunnvor gjorde bro, Trydriks datter, efter Astrid, sin datter. Hon var hendigste mö på Hadeland.”
Texten omtalar sålunda att Gunnvor lät bygga en bro, ett påstående som visar på en kristen bakgrund. På stenen finns också Jesu födelsemotiv.
Gran blev tidigt Hadelands kristna centrum. Än i dag vittnar två stora stenkyrkor, Søsterkirkene ("Systerkyrkorna") vilka endast ligger tjugo meter från varandra, om denna storhetstid. Mariakyrkan i söder är med stor sannolikhet rester efter en cistercienseranläggning från 1170-talet. Nicolaikyrkan norr därom är en så kallad centraltornskyrka och den började byggas vid mitten av 1100-talet. Andra stenkyrkor från denna tid är Lunner kyrka och Tingelstad gamla kyrka, båda belägna nära Søsterkirkene.
Under Karl XII:s försök att erövra Norge 1716 stod vid Harestua i bergspassen i södra Hadeland ett slag mellan hadelänningar och svenska karoliner. En minnessten har följande text: "Gregers Granavolden og 60 bönder af Hadeland kjaempede her i 9 timer mod oberst grev Axel Löwen og 600 svenske ryttere 27 marts 1716." Svenskarna var utkommenderade för att ta över Kongsbergs silververk. Som tack för sina insatser erhöll Gregers Granvolden kunglig rätt att bedriva gästgiveri invid Søsterkirkene. Än i dag finns ”Gregersstuan” bevarad på denna plats. 
På samma krigsplats vid Harestua och Björgeseter stod en hård norsk kamp mot den tyska invasionshären den 11 april 1940. Tyskarna tvingades tillfälligt dra sig tillbaka. I dag vittnar många minnesstenar på Hadeland över de norrmän som i april detta året stupade i kamp för sitt fosterland.

## Sevärdheter
- Søsterkirkene på Granavollen
- Steinhuset på Gran
- Tingelstad gamla kyrka
- Lunner kyrka
- Hadeland Folkemuseum
- Hadelands glasbruk